# Іво Куртіні
Іво Куртіні (23 червня 1922 — 12 вересня 1990) — югославський ватерполіст.
Срібний призер Олімпійських Ігор 1952 року, учасник 1948 року.
Срібний призер Чемпіонату Європи з водного поло 1954 року, бронзовий призер 1950 року.